# Корберон
Корберо́н (фр. Corberon) — коммуна во Франции, находится в регионе Бургундия. Департамент коммуны — Кот-д’Ор. Входит в состав кантона Сёр. Округ коммуны — Бон.
Код INSEE коммуны — 21189.

## Население
Население коммуны на 2010 год составляло 421 человек.
| 1962 | 1968 | 1975 | 1982 | 1990 | 1999 | 2010 |
| ---- | ---- | ---- | ---- | ---- | ---- | ---- |
| 290  | 264  | 218  | 251  | 283  | 353  | 421  |

## Экономика
В 2010 году среди 274 человек трудоспособного возраста (15—64 лет) 214 были экономически активными, 60 — неактивными (показатель активности — 78,1 %, в 1999 году было 73,4 %). Из 214 активных жителей работали 197 человек (105 мужчин и 92 женщины), безработных было 17 (7 мужчин и 10 женщин). Среди 60 неактивных 19 человек были учениками или студентами, 26 — пенсионерами, 15 были неактивными по другим причинам.